# Fontcouverte (Charente-Maritime)
Fontcouverte település Franciaországban, Charente-Maritime megyében. Lakosainak száma 2313 fő (2022. január 1.). Fontcouverte Bussac-sur-Charente, Chaniers, La Chapelle-des-Pots, Le Douhet, Saintes és Vénérand községekkel határos.

## Népesség
A település népességének változása:
| Lakosok száma | 719  | 1706 | 1962 | 2082 | 2390 | 2404 | 2354 | 2326 | 2317 | 2313 |
|               | 1968 | 1982 | 1990 | 2006 | 2013 | 2015 | 2017 | 2019 | 2020 | 2022 |